# François Stroobant

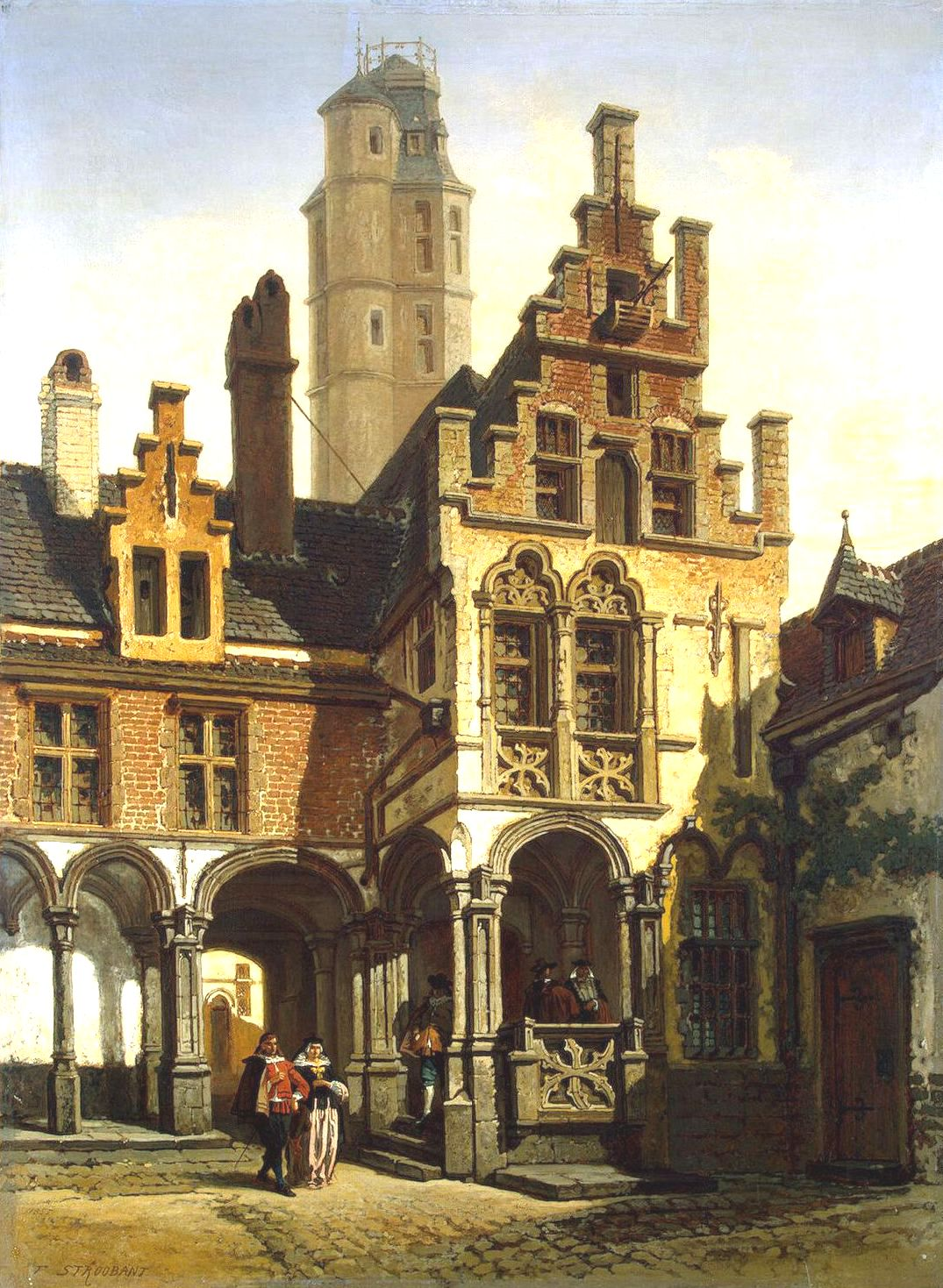
François Stroobant: „Hof der Margarete von Österreich in Mechelen“, Öl auf Leinwand, 1855

François Stroobant (westflämisch [ˈstʁoːbɐnt] / französisch [stʀoːˈbɑ̃]), zuweilen auch Vaporeau genannt, (* 14. Juni 1819 in Brüssel; † 1. Juni 1916 in Elsene) war ein belgischer Kunstmaler, Graveur, Zeichner, Lithograf, Aquarellist und Illustrator. Er schuf hauptsächlich Landschafts-, Stadt- und Gebäudeansichten, dazu architektonische Entwurfszeichnungen im Stil des „Romantischen Realismus“.

## Leben
Stroobant wurde als drittes von vier Kindern des Kellners Pieter Stroobant (1784–1855) und seiner Frau Joanna Catherina de Raeymaeker geboren. Sein ältester Bruder Louis-Constantin Stroobant (1814–1872) war später Leiter einer lithografischen Druckerei in Gent.
Er nahm 1835 mit 16 Jahren seine Tätigkeit im Lithografie-Atelier Dewasme-Plétinckx in Brüssel auf, wo er vom Kunstmaler Paul Lauters (1806–1875) ausgebildet wurde. Von 1832 bis 1847 studierte er an der „Brüsseler Akademie für Schöne Künste“ bei deren Rektor François-Joseph Navez (1787–1869), neoklassizistische Malerei vornehmlich religiöser Themen und historische Porträtmalerei bei Paul Lauters. Dazu besuchte er Vorlesungen bei François Bossuet (1798–1889), einem damals bekannten Maler weiter Stadtansichten, was für Stroobants spätere Karriere ausschlaggebend war, da es zu seinem Spezialgebiet neben Landschaftsdarstellungen wurde. Er unternahm Reisen, auch während seiner Studienzeit, durch viele Staaten Europas: Niederlande, Frankreich, Deutschland (1860, 1884), Österreich-Ungarn (Ansichten von Prag), Schweiz, Italien, Spanien, Polen (Krakau, Wawel-Kirche, Palast König Kasimirs des Großen, Schatzkammer; 1859). Er fertigte vor Ort Bleichstiftskizzen, -zeichnungen und zuweilen auch Aquarelle an, die er dann nach Rückkehr in sein Atelier akribisch als Vorlage für Lithographien, Kupferstiche und Ölgemälde verwandte. Er führte auch Auftragsarbeiten größeren Stils aus, darunter Wandgemälde mit vorwiegend belgischen Stadtansichten wie das Rathaus von Brüssel und das bischöfliche Palais von Lüttich als Motive in der Gildehalle zu London. In Brüssel sind einige öffentliche Einrichtungen mit seinen Werken geschmückt, darunter auch Wandmalereien.
Stroobant heiratete am 29. Mai 1849 Adeline Genis (* 30. Juni 1830 in Brüssel; † 16. Juli 1908 in Elsene) in Brüssel. Das Ehepaar bekam im Verlauf von 18 Jahren acht Kinder, zunächst sechs Töchter, dann folgten noch zwei Söhne. Tochter Marguerite, das sechste Kind, trat als einzige in die Fußstapfen des seinerzeit berühmten Vaters und wurde Stilllebenmalerin.
1850 begann er mit der Veröffentlichung repräsentativer Ansichten Belgiens im „Le Magasin pittoresque“ (1833 von Schriftsteller und Anwalt Edouard Charton gegründet) und Le Juif errant (belgische Ausgabe), später kamen Stadtansichten von Oostende (1847), Gent, Antwerpen, Brüssel, Lüttich, Spa, Brügge (1884) hinzu. Etliche Werke (z. B.: François Stroobant, Felix Stappaerts: Le Brabant et Les Flandres, Anvers, Liège et le Hainaut) und Publikationen enthielten seine Illustrationen. Von Deutschland fertigte er mehrere Ansichten des Harzes, Lithografien und aquarellierte Bleistiftzeichnungen der Rheingegend (z. B. Burg Rheinfels, St. Goar mit dem alten Rhein-Krahnen von 1658) an. Viele seiner (Farb-)Lithografien erschienen bei Simonau & Toovey in Brüssel bei Charles Muquardt (eines seiner Hauptwerke: „Rhin monumental et pittoresque“ („Monumentaler und pittoresquer Rhein“), 1854, 30 Lithographien).
1865 gründete François Stroobant die „Académie de Molenbeek Saint-Jean“ in Brüssel und wurde deren erster Direktor. 1878 wurde er zum „Offizier des Leopoldsordens“ (nach König Leopold I. von Belgien; frz. „Officier de l’Ordre de Léopold“) ernannt. Bis in die 1880er Jahre hinein war er als Künstler tätig.
Hochbetagt starb er 1916 im Alter von 97 Jahren. In der Stadtgemeinde Ukkel (3 km südlich des Zentrums) seiner Heimatstadt Brüssel ist eine Straße nach ihm benannt – François Stroobantstraat – Rue François Stroobant.